# 三苫站

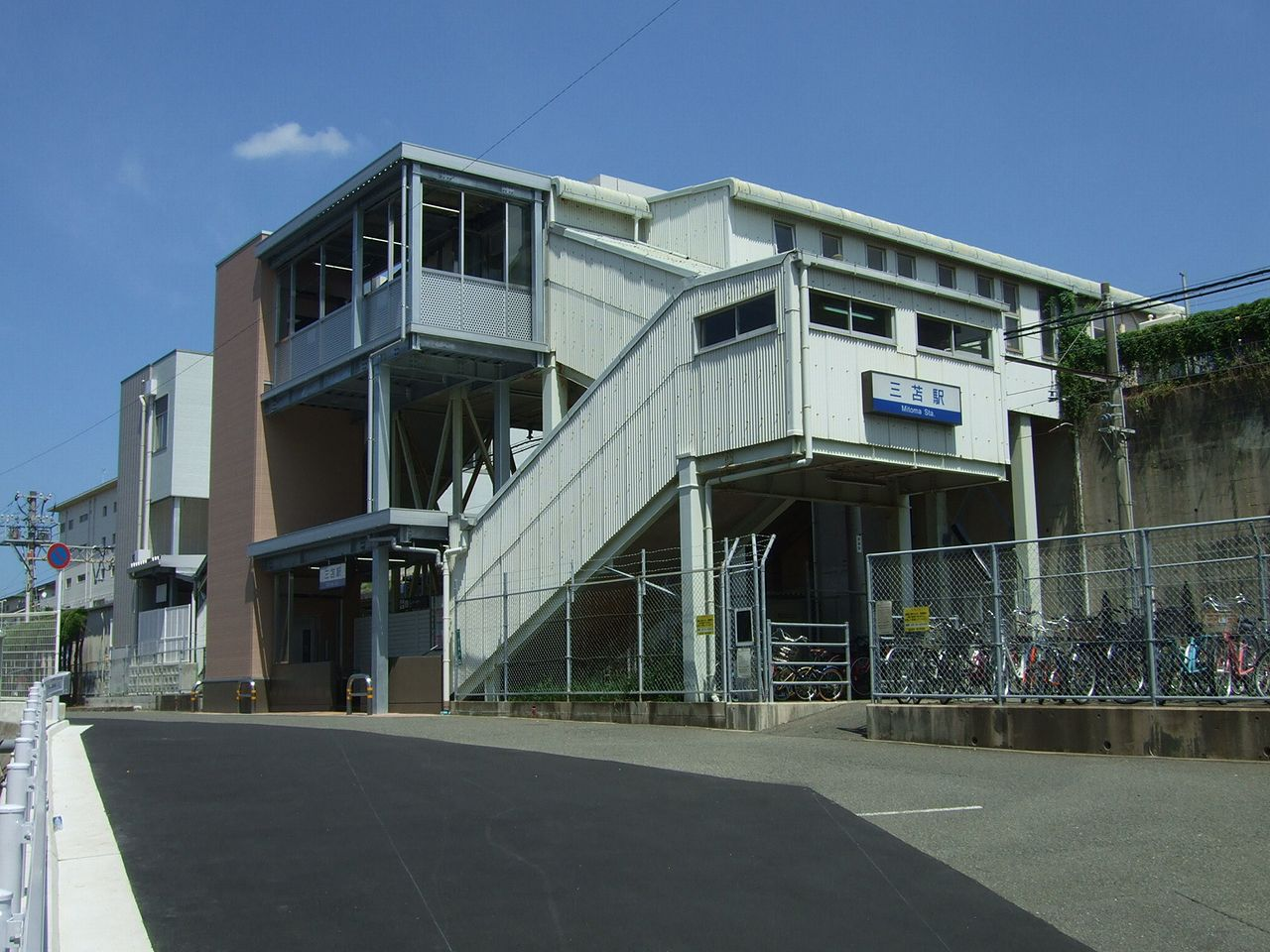
西出口

三苫站（日语：／ Mitoma eki */?）是位於福岡縣福岡市東區美和台三丁目，西日本鐵道（西鐵）的貝塚線車站。車站編號為NK09。

## 歷史
- 1925年（大正14年）7月1日 - 博多灣鐵道汽船（日语：博多湾鉄道汽船）車站啟用。
- 1942年（昭和17年）9月19日 - 博多灣鐵道汽船與九州電氣軌道（日语：九州電気軌道）（後來為西日本鐵道）合併。
- 1986年（昭和61年）11月1日 - 跨站式站房開始使用。月台由1面1線變成2面2線[1]。
- 2007年（平成19年）4月1日 - 再沒有列車於此站折返。
- 2013年（平成25年）5月23日 - 於西鐵新宮一方加設升降機專用跨線橋[2]。
- 2017年（平成29年）2月1日 - 此站引入車站編號[3]。

## 車站構造
車站是一座地面車站，設有2面2線的月台。此站設有跨站式站房，為貝塚線唯一設有該種車站大樓。此站設有升降機專用跨線橋。
地下鐵和貝塚線的轉乘優惠車票的適用範圍中，此站為貝塚線最後一座車站，西鐵新宮站不適用這個優惠。
在2007年3月31日前，繁忙時間設有於此站折返的列車，2號月台中，除了部分折返列車外，日間沒有列車停靠並加設柵欄。在2007年4月1日，西鐵新宮站至津屋崎站廢止時，所有列車均行走於貝塚站至西鐵新宮站之間，因此2號月台成為貝塚方向月台，整日設有列車使用。

### 月台
| 月台 | 路線    | 方向                 |
| ---- | ------- | -------------------- |
| 1    | ■貝塚線 | 新宮方向             |
| 2    | ■貝塚線 | 香椎、千早、貝塚方向 |

## 使用狀況
在2019年度，1日平均上下車人次為3,574人。以下為各年度1日平均乘車和上下車人次列表。
| 年度   | 1日平均 乘車人次 | 1日平均 上下車人次 |
| ------ | ---------------- | ------------------ |
| 1996年 | 2,359            | 4,948              |
| 1997年 | 2,271            | 4,721              |
| 1998年 | 2,164            | 4,501              |
| 1999年 | 2,156            | 4,361              |
| 2000年 | 2,060            | 4,140              |
| 2001年 | 1,948            | 3,918              |
| 2002年 | 1,953            | 3,915              |
| 2003年 | 1,809            | 3,615              |
| 2004年 | 1,690            | 3,378              |
| 2005年 | 1,660            | 3,318              |
| 2006年 | 1,685            | 3,367              |
| 2007年 | 1,585            | 3,173              |
| 2008年 | 1,622            | 3,243              |
| 2009年 | 1,562            | 3,121              |
| 2010年 | 1,575            | 3,149              |
| 2011年 | 1,568            | 3,137              |
| 2012年 | 1,611            | 3,222              |
| 2013年 | 1,677            | 3,356              |
| 2014年 | 1,715            | 3,488              |
| 2015年 | 1,721            | 3,440              |
| 2016年 | 1,721            | 3,442              |
| 2017年 | 1,740            | 3,478              |
| 2018年 | 1,770            | 3,538              |
| 2019年 |                  | 3,574              |

## 車站周邊
車站位於福岡市東區的北端，為福岡市東北端位置。車站附近均為住宅區。
- 三苫小學（日语：福岡市立三苫小学校）
- 美和台小學（日语：福岡市立美和台小学校）
- 福岡美和台郵局
- 福岡市東部農業協同組合（日语：福岡市東部農業協同組合）三苫分店
- 綿津見神社
- 三苫海水浴場
- 福岡縣道538號湊鹽濱線（日语：福岡県道538号湊塩浜線）

## 巴士路線
在東出口一方設有西鐵巴士「西鐵三苫站」巴士站。停靠的路線如下（截至2019年3月16日）：
- ■■23
  - 西鐵三苫站 - 和白 - 香椎 - 名島 - 貝塚 - 箱崎濱 - 石堂大橋 - 藏本 - 天神 - 大濠公園
- ■■23A
  - 西鐵三苫站 - 和白 - （香椎RP - 都市高速 - 吳服町RP） - 藏本 - 天神
- ■■210
  - 西鐵三苫站 - 奈多 - 雁之巢 - Island City（日语：福岡アイランドシティ） - （香椎濱RP - 都市高速 - 吳服町RP） - 藏本 - 天神
- ■■220
  - 西鐵三苫站 - 奈多 - 雁之巢 - Island City - 城浜団地 - （名島RP - 都市高速 - 吳服町RP） - 藏本 - 天神
- ■直行
  - 西鐵三苫站→奈多→雁之巢→Island City→（香椎濱RP→都市高速→天神北RP）→天神、藏本方向

## 相鄰車站
西日本鐵道
■貝塚線
和白（NK08）－三苫（NK09）－西鐵新宮（NK10）

## 注腳
1. ↑  西日本鐵道《にしてつ100年のあゆみ《西日本鉄道百年史 ダイジェスト版》2008年，p.147, 271
2. ↑  貝塚線　三苫駅　エレベーターを2基新設いたしますPDF（日語） - 2013年5月15日
3. ↑   (PDF). 西日本鐵道. 2017-01-24  [2017年3月20日]. （原始内容存档 (PDF)于2020-07-28） （日语）.
4. ↑  . 西日本鉄道株式会社.   [2021-01-14]. （原始内容存档于2021-01-29） （日语）.
5. ↑  福岡市統計書 （都市圈之概況） 福岡都市圈的私鐵各站上下車人次 （页面存档备份，存于）（日語） 2021年3月22日參閲

## 外部連結
- 三苫站（西鐵沿線web） （页面存档备份，存于）（日語）